# Мясниково (Челябинская область)
Мясниково — посёлок в Ашинском районе Челябинской области. Входит в состав Укского сельского поселения. 

## География
Расположен на автодороге М5 «Урал». Через посёлок протекает река Шолома. Расстояние до районного центра Аши 24 км.

## Население
| 2002 | 2010 |
| ---- | ---- |
| 1    | →1   |

По данным Всероссийской переписи, в 2010 году численность населения посёлка составляла 1 человек (1 мужчина).

## Улицы
Уличная сеть посёлка состоит из 1 улицы.